# Estados Unidos nos Jogos Pan-Americanos de 1975
Os Estados Unidos nos Jogos Pan-Americanos de 1975 participaram pela 7ª vez da competição.
A cidade sede foi novamente a Cidade do México e o país conquistou um total de 247 medalhas, terminando pela sexta vez consecutiva em primeiro lugar no quadro geral de medalhas..